# Nigga Please
Nigga Please é o segundo álbum de estúdio do rapper americano Ol' Dirty Bastard, membro do Wu-Tang Clan, lançado em 14 de setembro de 1999 pela Elektra Records. Este foi o último álbum solo oficial lançado durante a vida de ODB. O álbum estreou em #10 lugar na Billboard 200 com 93.000 cópias vendidas na primeira semana. Três meses depois, o álbum foi certificado ouro pela RIAA.

## Lista de faixas
| N.º            | Título                                   | Duração |  |
| 1.             | "Recognize" (part. Chris Rock)           | 4:24    |  |
| 2.             | "I Can't Wait"                           | 3:59    |  |
| 3.             | "Cold Blooded"                           | 3:35    |  |
| 4.             | "Got Your Money" (part. Kelis)           | 3:59    |  |
| 5.             | "Rollin' Wit You"                        | 3:52    |  |
| 6.             | "Gettin' High"                           | 2:13    |  |
| 7.             | "You Don't Want to Fuck With Me"         | 4:05    |  |
| 8.             | "Nigga Please"                           | 2:49    |  |
| 9.             | "Dirt Dog"                               | 3:08    |  |
| 10.            | "I Want Pussy"                           | 2:28    |  |
| 11.            | "Good Morning Heartache" (part. Lil' Mo) | 4:20    |  |
| 12.            | "All in Together Now"                    | 4:42    |  |
| 13.            | "Cracker Jack"                           | 4:02    |  |
| Duração total: | Duração total:                           | 47:48   |  |